# آرایه برجی
آرایه بُرجی (به انگلیسی: tower array) آرایشی از چندین دکل رادیویی است که تابنده‌های دکلی در یک آرایه فازی هستند. آنها در ابتدا به عنوان رادارهای ردیابی زمینی توسعه داده شدند. آرایه‌های برجی می‌توانند از برج‌های خودایستا یا برج‌های مهارشده یا ترکیبی از آنها تشکیل شوند. آرایه‌های برجی برای ایجاد یک آنتن جهت‌دار یک ایستگاه رادیویی موج متوسط یا بلند استفاده می‌شود.
تعداد برج‌ها در یک آرایه برجی می‌تواند متفاوت باشد. در بسیاری از آرایه‌ها همه برج‌ها ارتفاع یکسانی دارند، اما آرایه‌هایی از برج‌ها با ارتفاع متفاوت نیز وجود دارد. ترتیب می‌تواند متفاوت باشد. برای آنتن‌های جهت‌دار با الگوی تابش ثابت، آرایش‌های خطی ترجیح داده می‌شوند، در حالی که برای الگوهای جهت‌دار تعویض‌پذیر (معمولا برای امواج زمینی در روز درمقابل موج آسمانی شب)، آرایش‌های مربعی انتخاب می‌شوند.

## مثال‌ها

### آرایه‌های برجی با دکل‌های مهارشده
- فرستنده موج بلند اروپا ۱
- فرستنده وایسکرچن
- فرستنده امواج بلند بیدوایلر
- فرستنده واکن‌برون
- فرستنده اِسمنینگ (ایستگاه-وی‌اوای)

### آرایه‌های برجی با برج‌های خودایستا
- فرستنده موج بلند جونگلینستر
- ایستگاه انتقال اورفوردنس